# Porricondyla albipalpis
Porricondyla albipalpis är en tvåvingeart som först beskrevs av Johann Wilhelm Meigen 1838.  Porricondyla albipalpis ingår i släktet Porricondyla och familjen gallmyggor.
Artens utbredningsområde är Tyskland. Inga underarter finns listade i Catalogue of Life.